# 절단 가능 소수
수론에서 왼편 절단 가능 소수(left-truncatable prime)는 0을 포함하지 않는 주어진 자릿수의 숫자에서, 제일 왼쪽 자릿수부터 하나씩 제거할 때, 만들어지는 수들도 모두 소수가 되는 소수이다. 9137을 예로 들면, 9137부터 137, 37, 7이 모두 소수이다. 10진법에서 종종 사용된다.
오른편 절단 가능 소수(right-truncatable prime)는 마지막("오른편") 자릿수의 수를 연속해서 하나씩 제거할 때, 남는 소수이다. 7393을 예로 들면, 7393부터 739, 73, 7이 모두 소수이다.

## 왼편 절단 가능 소수
정확히 4260개의 10진법 왼편 절단 가능 소수가 있다.:
2, 3, 5, 7, 13, 17, 23, 37, 43, 47, 53, 67, 73, 83, 97, 113, 137, 167, 173, 197, 223, 283, 313, 317, 337, 347, 353, 367, 373, 383, 397, 443, 467, 523, 547, 613, 617, 643, 647, 653, 673, 683, 743, 773, 797, 823, 853, 883, 937, 947, 953, 967, 983, 997, 1223, 1283, 1367 ... (OEIS의 수열 A024785)
가장 큰 왼편 절단 가능 소수는 24 자릿수의 357686312646216567629137이다.

## 오른편 절단 가능 소수
오른편 절단 가능 소수는 83개이다. 전체 목록은 다음과 같다:
2, 3, 5, 7, 23, 29, 31, 37, 53, 59, 71, 73, 79, 233, 239, 293, 311, 313, 317, 373, 379, 593, 599, 719, 733, 739, 797, 2333, 2339, 2393, 2399, 2939, 3119, 3137, 3733, 3739, 3793, 3797, 5939, 7193, 7331, 7333, 7393, 23333, 23339, 23399, 23993, 29399, 31193, 31379, 37337, 37339, 37397, 59393, 59399, 71933, 73331, 73939, 233993, 239933, 293999, 373379, 373393, 593933, 593993, 719333, 739391, 739393, 739397, 739399, 2339933, 2399333, 2939999, 3733799, 5939333, 7393913, 7393931, 7393933, 23399339, 29399999, 37337999, 59393339, 73939133 (OEIS의 수열 A024770)
가장 큰 오른편 절단 가능 소수는 8 자릿수의 73939133이다. 두 자릿수 이상의 모든 절단 가능 소수는 가장 왼쪽의 자릿수가 2, 3, 5, 7 중 하나이며, 왼쪽에서 두 번째 이후 자릿수의 모든 숫자가 1, 3, 7, 9로 되어있다.

## 양쪽 절단 가능 소수
다음의 15개의 소수는 왼편-절단가능하면서 동시에 오른편 절단 가능하다. 그래서 양면 소수라고 부른다. 전체 목록은 다음과 같다.:
2, 3, 5, 7, 23, 37, 53, 73, 313, 317, 373, 797, 3137, 3797, 739397 ( A020994)

## 참고
- Weisstein, Eric Wolfgang. “Truncatable Prime”. 《Wolfram MathWorld》 (영어). Wolfram Research.
- Caldwell, Chris, left-truncatable prime and right-truncatable primes, at the Prime Pages glossary.
- Rivera, Carlos, Problems & Puzzles: Puzzle 2.- Prime strings

## 같이 보기
- 재배열 가능 소수